# 布萊海門國家公園
布萊海門國家公園（挪威語：Breheimen nasjonalpark）是挪威的一個國家公園，成立於2009年。布萊海門國家公園面積1,671平方（645平方英里），大部分地區屬於布萊海門山。布萊海門國家公園被三個國家公園環繞。